# Alternanthera flavogrisea
Alternanthera flavogrisea é uma espécie de planta herbácea a subarbustiva da família Amaranthaceae, endêmica do Brasil. É uma planta nativa do Cerrado, adaptada a ambientes de savana e campos abertos, e se distingue de outras espécies do gênero por suas inflorescências de coloração amarelada a acinzentada.

## Descrição
É uma planta perene, com caules que podem ser eretos ou decumbentes (prostrados com as pontas ascendentes), formando pequenas touceiras. Os caules e folhas são cobertos por um indumento (conjunto de pelos) denso, que confere à planta uma textura aveludada e uma aparência acinzentada. As folhas são opostas, sésseis (sem pecíolo), e com formato que varia de lanceolado a elíptico, medindo de 2 a 5 centímetros de comprimento.
As inflorescências são do tipo capítulo, globosas a cilíndricas, e se formam nas axilas das folhas ou no ápice dos ramos. As flores são diminutas e protegidas por brácteas e bractéolas rígidas, de cor amarelo-pálido a cinza-esbranquiçado, característica que dá nome à espécie (do latim flavus = amarelo e griseus = cinza).

## Distribuição e habitat
Alternanthera flavogrisea é uma espécie endêmica do Brasil, com ocorrência confirmada nos estados de Goiás, Mato Grosso, Minas Gerais, São Paulo e no Distrito Federal. Há também registros de sua presença no estado do Maranhão, em áreas de Cerrado no sul do estado, o que representa uma expansão de sua área de distribuição conhecida.
Seu habitat exclusivo é o bioma Cerrado, onde cresce em campos limpos, campos sujos e cerrado, geralmente em solos bem drenados e com alta exposição solar. É uma planta adaptada às condições de seca sazonal e ao fogo, que são comuns neste bioma.

## Biologia e ecologia
Como planta nativa do Cerrado, A. flavogrisea está adaptada a um regime de fogo e seca. Suas estruturas subterrâneas, como o xilopódio, permitem a rebrota após a passagem do fogo ou de períodos de estiagem prolongada. A polinização é provavelmente realizada por pequenos insetos atraídos pelas inflorescências, e a dispersão das sementes é feita pelo vento (anemocoria).
A espécie contribui para a biodiversidade do Cerrado, servindo como recurso para a fauna local e fazendo parte da complexa teia de interações ecológicas deste bioma, que é um dos hotspots de biodiversidade mundial.

## Estado de conservação
A espécie Não foi Avaliada (NE) pela União Internacional para a Conservação da Natureza (IUCN). No entanto, por ser endêmica do Cerrado, um dos biomas ameaçados do Brasil, suas populações estão sob pressão devido à expansão agrícola, urbanização e mineração. A destruição e fragmentação do habitat do Cerrado são as principais ameaças à sobrevivência de Alternanthera flavogrisea e de inúmeras outras espécies nativas. A conservação de áreas protegidas neste bioma é crucial para sua proteção a longo prazo.